# Жозеф Пусьє
Жозеф Пусьє (фр. Joseph Poussier; 1781 — помер 2 або 6 серпня 1821, Вільнюс) — архітектор французького походження, який працював у Литві на початку XIX століття; віленський губернський архітектор, представник класицизму.

## Біографія
Навчався архітектурі та працював у Парижі (служив помічником міського архітектора). Був офіцером французької армії. У 1803 році прибув до Литви. У 1808-1821 роках обіймав посаду губернського архітектора Литовсько-Віленської губернії. За його проектами реконструювався палац Сапег в районі Антакальніс у Вільнюсі, переобладнаний під госпіталь (1809-1810), окремі будівлі імператорського Віленського університету (1814-1819, 1815-1818 або 1817-1818), будівлі губернських установ в кварталі між сучасними вулицями Вільняус, Клайпедос і Траку у Вільнюсі (1816).

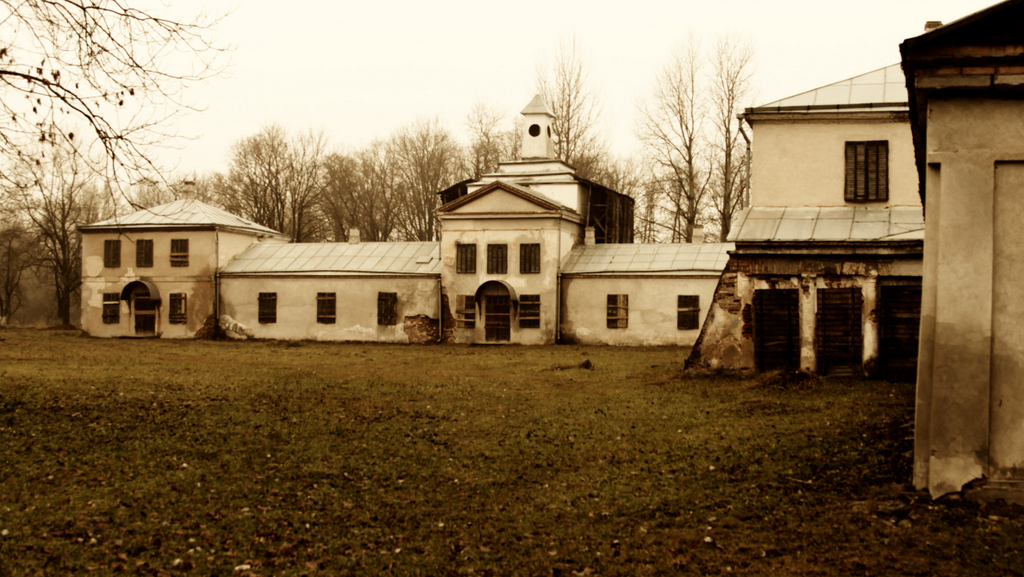
Садиба Огінського в Заліссі

Близько 1803 року під керівництвом Пусьє, за проектом Міхала Шульца був побудований палац Міхала Клеофаса Огінського в Заліссі (Ошмянський повіт).
Під пильним наглядом Пусьє проводилися роботи із консервації руїн Верхнього замку і зміцнення схилів Замкової гори (1816—1817), а також ремонту Зеленого мосту (1816). Архітектор розробив плани оновлення деяких будівель колегії в Крожах (Кражяй, 1817).
Спільно з іншими архітекторами у 1817 році підготував генеральний план Вільно.
У 1821 році потонув у річці Няріс, рятуючи людей, які тонули.

## Творчість

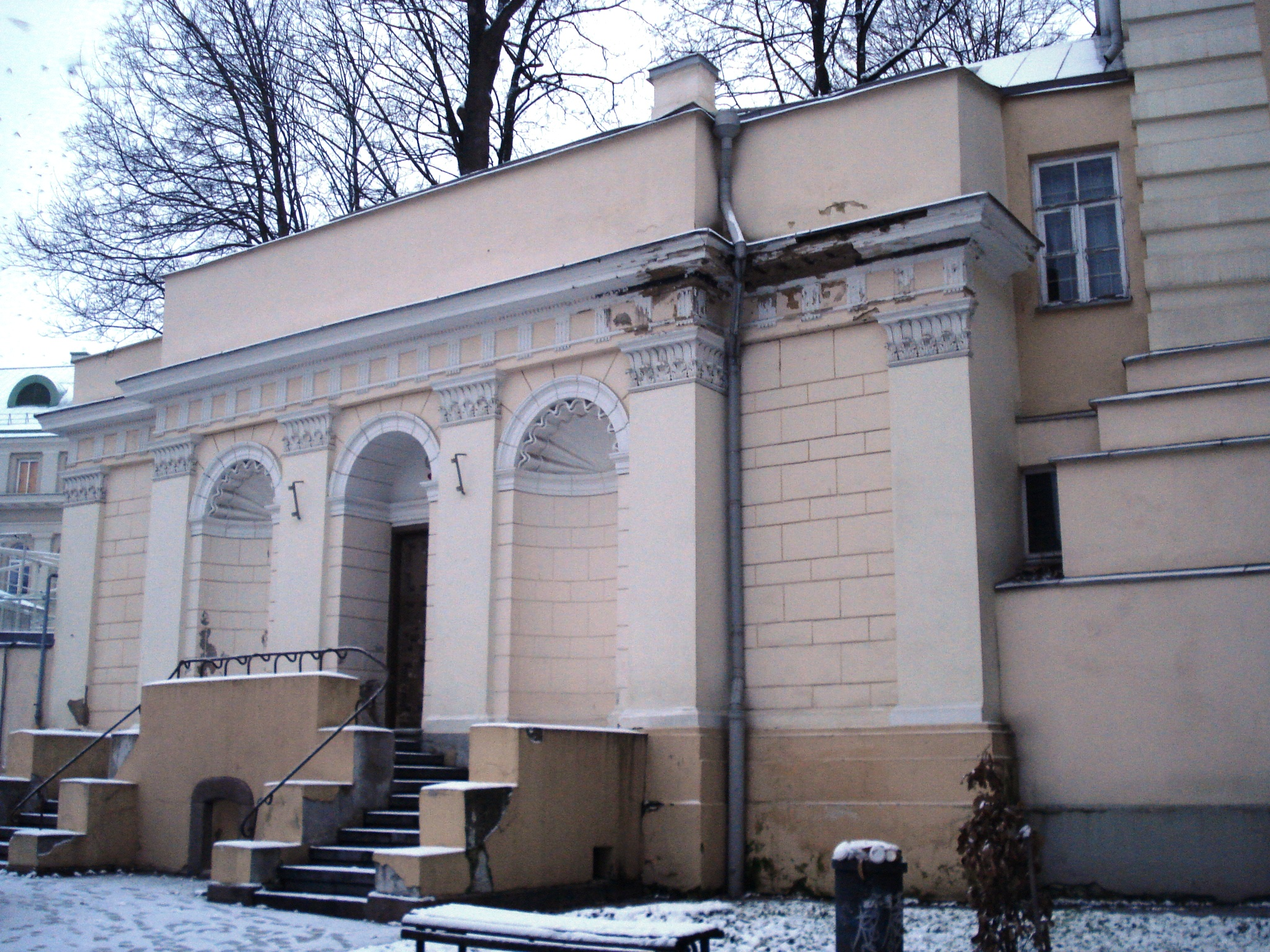
Ворота колишнього монастиря кармелітів в стилі ампір (Вільнюс)

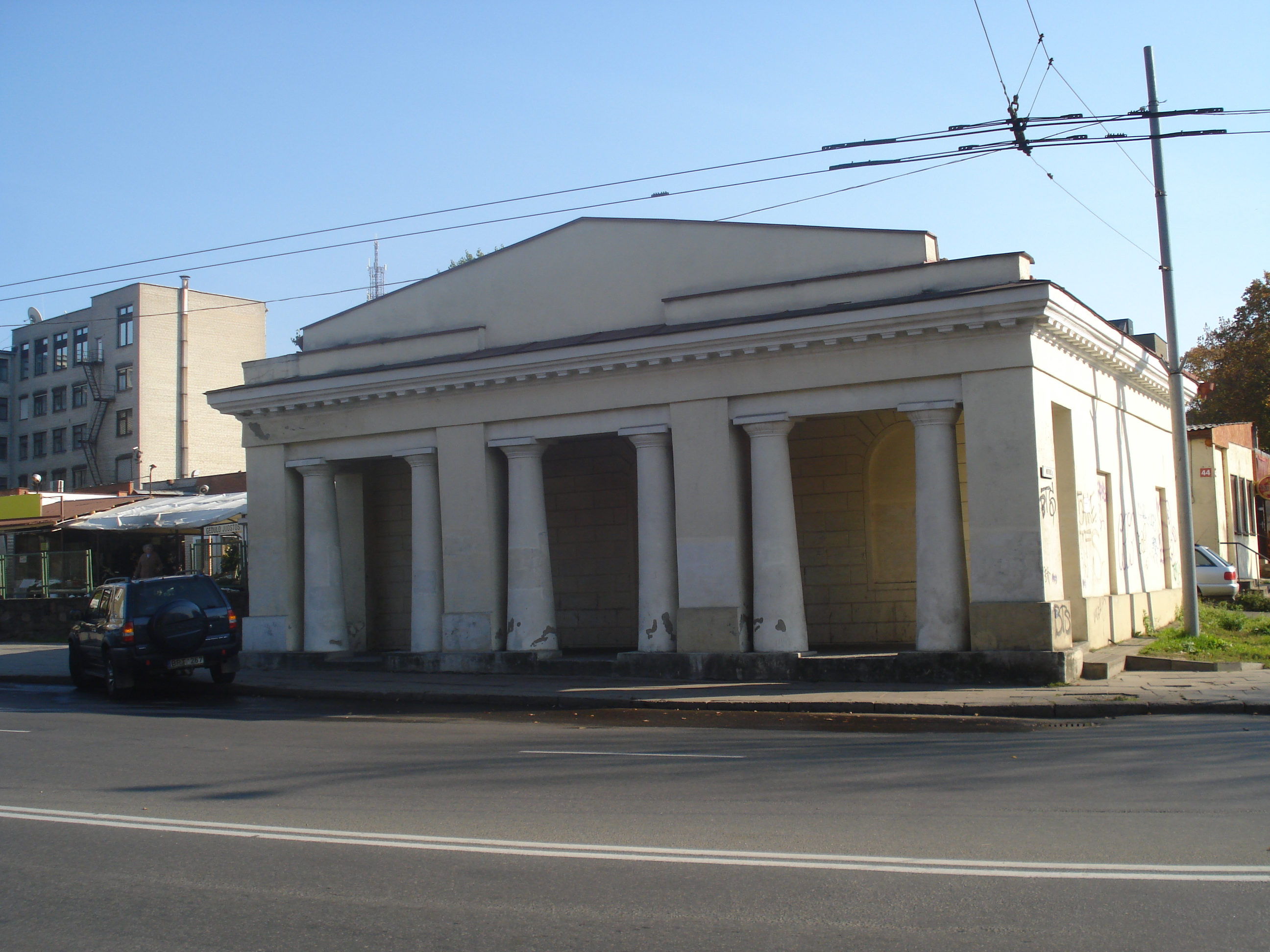
Кордегардія (Вільнюс, нині вулиця Басанавічяуса)

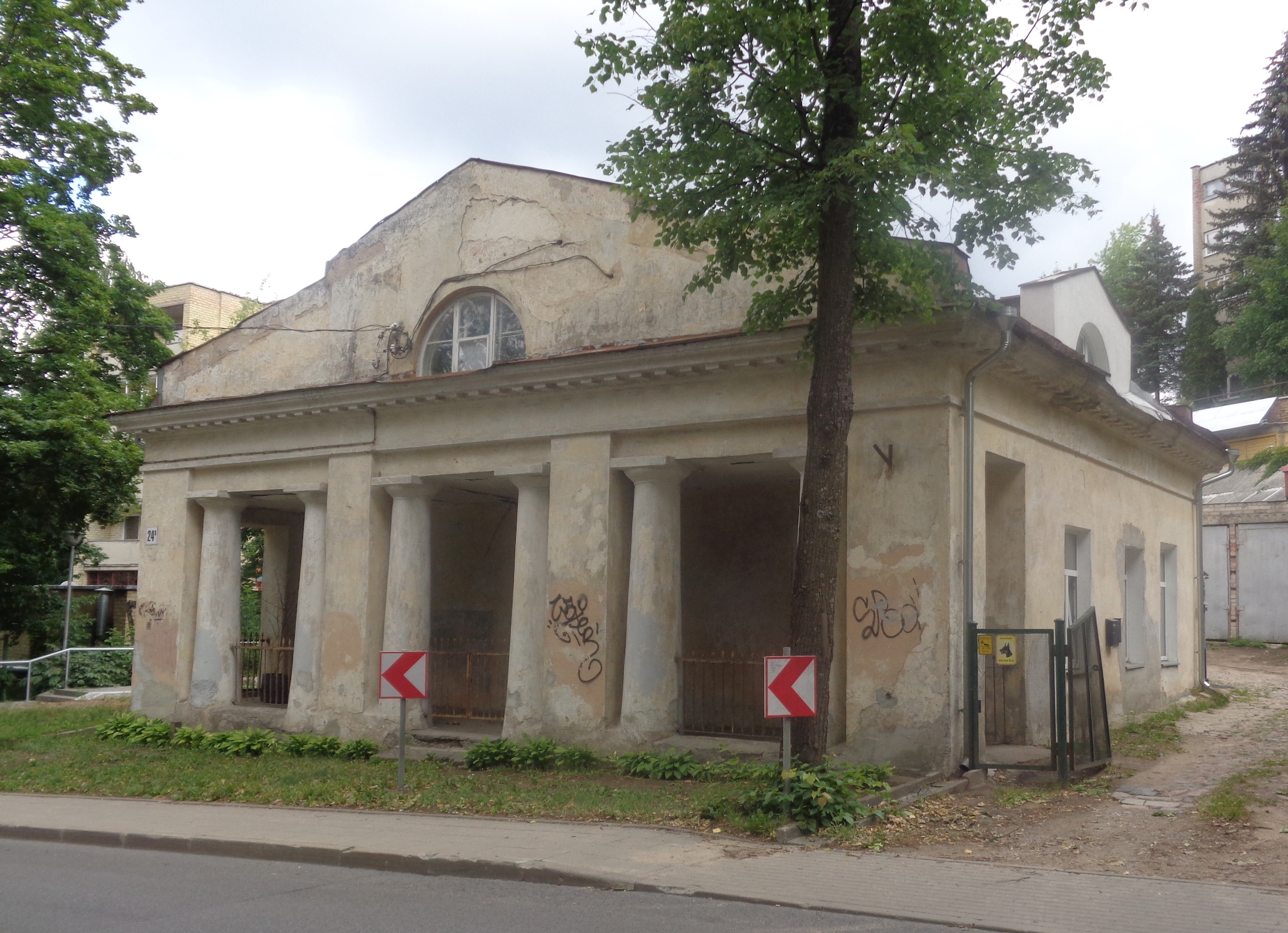
Кордегардія (Вільнюс, нині вулиця Лепкальньо)

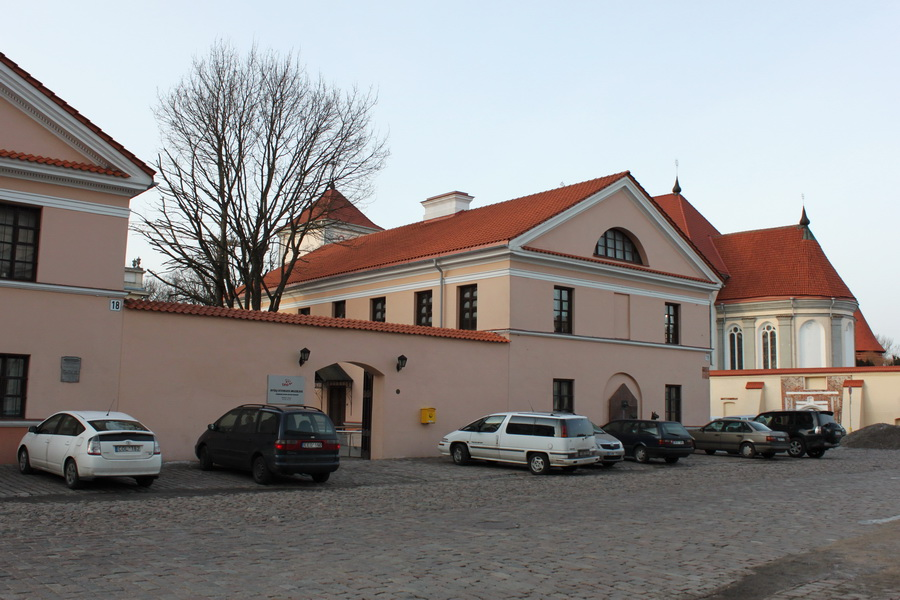
Колишня поштова станція (Каунас)

Будинки, побудовані за проектами Жозефа Пусьє, відрізняються крайнім раціоналізмом і лаконічними строгими формами, рівними площинами без прикрас, майже зовсім позбавлені архітектурних ордерних елементів, за винятком, наприклад, карнизів.
Розробив проект перебудови палацу де Реусів у Вільно (так і не реалізований) та проект нового міського млина.
За проектом Пусьє в 1809 році були зведені ворота Віленської духовної католицької семінарії в колишньому монастирі кармелітів у Вільно. Ворота в стилі ампір були однією із перших споруд такого стилю в Литві. Декоративна стіна головного фасаду з низьким аттиком прикрашена пілястрами. Між ними розташовуються три глибокі арочні ніші; двері знаходяться в середній ніші.
Проектував головним чином адміністративні будівлі, опираючись на типові проекти. Зокрема, був автором проектів в'язниць (в містах Расейняй і Швянченіс), поштові станції (у містах Шяуляй і Каунас), казначейство в м. Шяуляй (1806, не збереглося). Поштова станція в Каунасі, побудована в 1821-1828 роках за проектом 1820 року, збереглася. Будівлю поштової станції включено до реєстру культурної спадщини Литовської Республіки, й вона охороняється державою. З 1994 року тут розташовується Музей історії зв'язку (Каунас, площа Ротушес, 18).
Вважається, що йому належить авторство проектів кордегардії у Вільнюсі на сучасних вулицях Йоно Басанавічяуса і Лепкальньо, а також кордегардії на Шнипішках (заснованих на типовому проекті А. Д. Захарова). Будівлю кордегардії на розі вулиць Басанавічяуса і Муйтінеса включено до Реєстру культурних цінностей Литовської Республіки (код 289) в якості об'єкта місцевого значення. Аналогічна будівля за адресою: вул. Лепкальньо, 24B, побудована в 1819 році і відремонтована в 1832 році, також охороняється державою як об'єкт регіонального значення (код в Реєстрі культурних цінностей Литовської Республіки 1077).

## Пам'ять
Ім'ям Жозефа Пусьє названа одна із вулиць (Žozefo Pusjė gatvė) у районі Вільнюса Пашилайчяй.